# Satzrechner
Ein Satzrechner ist der Rechner (Computer) einer elektronischen Setzmaschine, der die Zeilenlänge, den Zeilenausschluss, die Worttrennung am Zeilenende und den Seitenumbruch automatisch berechnet. Bei Korrekturen muss im Fotosatz (im Unterschied zum Bleisatz) nicht mehr der ganze Absatz neu gesetzt werden, wenn in einer Zeile ein Wort eingefügt wird. Der Satzrechner ermittelt für die folgenden Zeilen die optimale Buchstabenzahl und errechnet den neuen Ausschluss.
Es können mit der entsprechenden Steuersoftware auch Mehrzweckcomputer als Satzrechner verwendet werden. Das Programm Troff wurde beispielsweise ursprünglich geschrieben, um eine Vielzahl unterschiedlicher Fotosetzmaschinen ansteuern zu können.
Im Verlauf der 1990er Jahre hat das Desktoppublishing jedoch den computergestützten Fotosatz gänzlich verdrängt; die vormalige Funktionalität des Satzrechners ist nun integraler Bestandteil des visuellen Layoutprogramms, das auf einem handelsüblichen Personal Computer läuft.